# Eurypon naikaiensis
Eurypon naikaiensis är en svampdjursart som beskrevs av Kazuo Hoshino 1981. Eurypon naikaiensis ingår i släktet Eurypon och familjen Raspailiidae.
Artens utbredningsområde är havet kring Japan. Inga underarter finns listade i Catalogue of Life.